# Bomfunk MC's
I Bomfunk MC's sono un gruppo break/hip-hop finlandese formato nel 1997 da Raymond Ebanks e da JS16. Il loro singolo più famoso è Freestyler, pubblicato nel 1999. Il loro stile era particolarmente influenzato dalle sonorità tipiche dei sintetizzatori anni '80.

## Formazione
- Raymond Ebanks soprannominato B.O.Dubb (voce)
- Ari Toikka soprannominato A.T (batteria)
- Ville Mäkinen soprannominato Mr Wily (basso elettrico/sintetizzatore)
- Riku Pentti soprannominato DJ Infekto o Rico Tubbs (CDJ, tastiere)
- Okke Komulainen (tastiere)
- Ismo Lappalainen soprannominato DJ Gismo (giradischi, fino al 2002)

## Discografia

### Album in studio
- 2000 - In Stereo
- 2000 - In Stereo (edizione speciale 2 dischi)
- 2002 - Burnin' Sneakers
- 2002 - Burnin' Sneakers (2ª edizione)
- 2002 - Burnin' Sneakers (edizione speciale 2 dischi)
- 2004 - Reverse Psychology

### Singoli
- 1998 - Uprocking Beats
- 1999 - B-Boys & Flygirls
- 1999 - Freestyler
- 1999 - Other Emcees
- 1999 - Rocking Just To Make Ya Move
- 2000 - Freestyler (Europa Continentale Re-Release)
- 2000 - B-Boys & Flygirls (Remix)
- 2000 - Uprocking Beats (Remix)
- 2001 - Super Electric
- 2002 - Live Your Life (feat. Max'C)
- 2002 - Burnin' Sneakers
- 2002 - Something Goin' On (feat. Jessica Folcker)
- 2002 - Back To Back (feat. Z-MC)
- 2004 - No Way In Hell
- 2004 - Hypnotic (feat. Elena Mady)
- 2005 - Hypnotic (CD Maxi)
- 2005 - Turn It Up (feat. Anna Nordell Radio Promo)
- 2007 - Rosegarden

## Videografia
- 1999 - Uprocking Beats
- 1999 - B-Boys and Fly Girls
- 2000 - Freestyler
- 2000 - B-Boys and Fly Girls Y2K Mix
- 2000 - Uprocking Beats JS 16 Radio Mix
- 2001 - Super Electric
- 2002 - Live your life
- 2002 - (Crack It!) Something Goin' On
- 2002 - Back To Back
- 2004 - No Way In Hell
- 2005 - Hypnotic

## Curiosità
Il 20 febbraio 2019 sulla loro pagina Facebook, i Bomfunk MC's lanciano una nuova versione della hit Freestyler.
Il brano è lo stesso di diciannove anni fa, nel video invece Marlo Snellman viene sostituito da una ragazzina che con lo smartphone ha molti più poteri del suo predecessore. Il cantante è inoltre vestito a guisa di vecchietta.